# Union Internationaler Demokraten

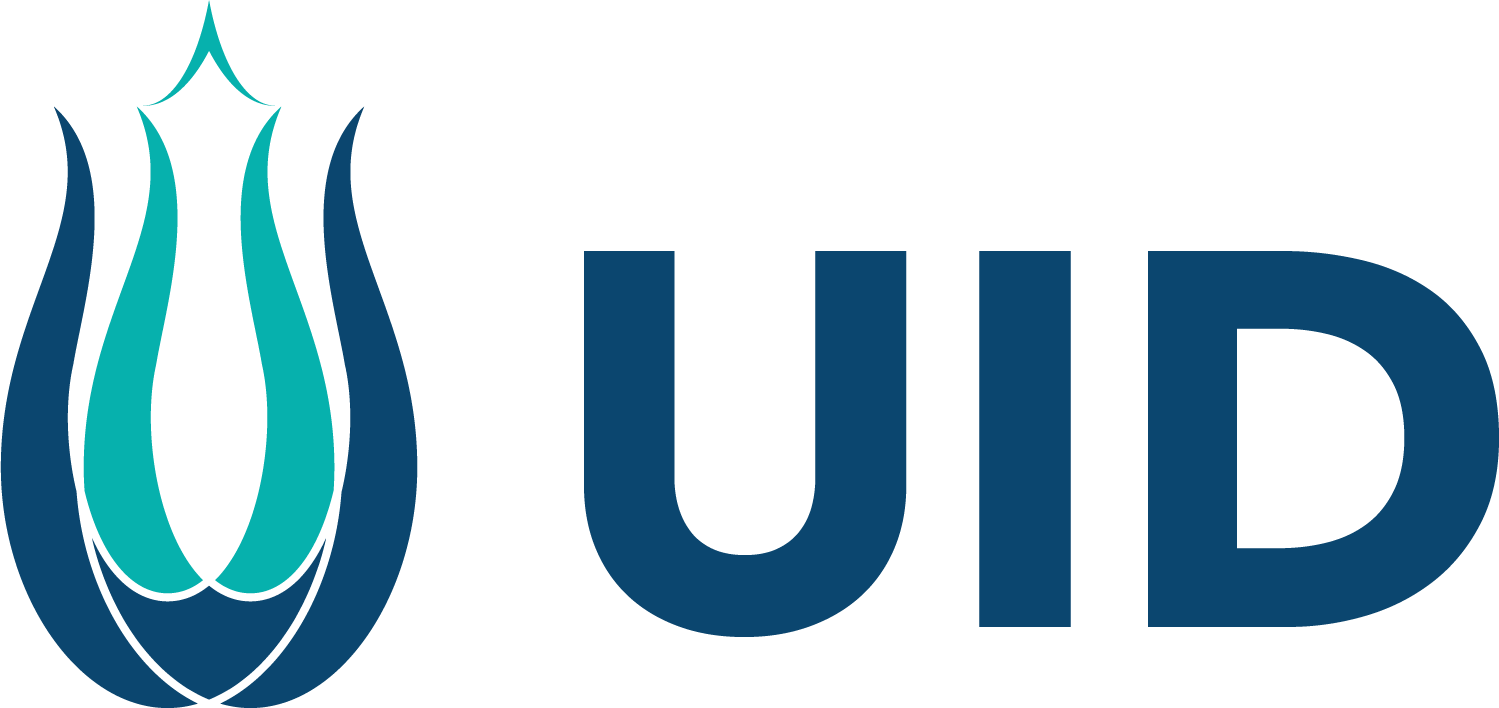
Logo der Union Internationaler Demokraten

Die Union Internationaler Demokraten (abgekürzt UID), ist eine Vorfeldorganisation der türkischen Regierungspartei AKP in Europa und insbesondere Deutschland. Sie agierte bis zur Umbenennung am 20. Mai 2018 unter dem Namen Union Europäisch-Türkischer Demokraten (abgekürzt UETD, englisch Union of European Turkish Democrats, türkisch Avrupalı Türk Demokratlar Birliği). Gegenüber der Öffentlichkeit stellt sie sich dar als ein Zusammenschluss zur Förderung des politischen, sozialen und kulturellen Engagements der Türken in der Europäischen Union, bei dem die Belange des gesellschaftlichen Lebens und der Integrationsprozess in die europäische Gesellschaft im Vordergrund stünden.
Das deutsche Bundesamt für Verfassungsschutz schätzt Ziele und Tun der UID seit 2017 als unvereinbar mit der freiheitlich-demokratischen Ordnung ein. Die Organisation wird deshalb beobachtet.

## Organisation und Ziele
Das deutsche Bundesamt für Verfassungsschutz beschreibt die UID im Verfassungsschutz-Bericht für 2017 wie folgt: „In ihrer Vereinssatzung stellt sich die UID als Nichtregierungsorganisation dar. Danach verfolgt der Verein keine politischen Ziele und ist 'parteipolitisch und weltanschaulich neutral'. Tatsächlich ist sie jedoch keinesfalls eine unabhängige Interessenvertretung türkischer Migranten, sondern eine regierungsnahe Vorfeldorganisation der AKP, die im Sinne ihrer Mutterorganisation auf politischer und gesellschaftlicher Ebene Lobbyismus für Interessen der AKP betreibt. In der Gesamtschau von Medienberichterstattung und UID-Reaktionen zeigt sich ein weitverzweigtes Geflecht von Organisationen mit Einflusssträngen aus hohen politischen Stellen in der Türkei bis hin zu lokalen ausführenden Strukturen in Deutschland. So kann unmittelbar auf die Meinungsbildung und das Verhalten der türkischen Diaspora eingewirkt werden. Mittelbar ist es so außerdem möglich, auf politische Entscheidungsfindungsprozesse in Deutschland Einfluss zu nehmen.“ Sie wird seit 2017 vom Verfassungsschutz beobachtet, weil sie „nicht mit der freiheitlich-demokratischen Grundordnung vereinbar“ sei.

### Selbstdarstellung
In der öffentlichen Selbstdarstellung der UID bezeichnet sie es als ihre zentrale Aufgabe, auf der Grundlage von Dialog und Zusammenarbeit dafür zu sorgen, dass europäische Türken angesehene, geachtete und aktive Staatsbürger des Staates werden, in dem sie leben.

### Verbreitung
Die UID hat Niederlassungen in Bosnien-Herzegowina, Belgien, Deutschland, Finnland, Frankreich, Luxemburg, Ungarn, den Niederlanden, Österreich, Schweden und der Schweiz. Die meisten Niederlassungen der UID befinden sich in Deutschland. In jedem Staat ist sie nach dem dortigen Vereinsrecht organisiert. Gegründet wurde die UID im Jahr 2004 in Köln, auf Betreiben von Recep Tayyip Erdoğan, von fünfzig Gründungsmitgliedern aus verschiedenen Berufszweigen. In Köln befindet sich auch der europäische Hauptsitz. Die Vereinsaktivitäten aus den europäischen Ländern laufen hier zusammen und werden koordiniert.

### Personen
Erster Vorsitzende der UETD war der deutsch-türkische Arzt Fevzi Cebe (2004–2007). Seine Nachfolger als Vorsitzender der UETD bzw. UID waren unter anderem der 1974 in Herne geborene AKP-Politiker Zafer Sirakaya (2016–2018) und der Bauunternehmer Köksal Kuş (2021–2024).
2013 wurde der Vorstandsvorsitzende der UID Österreich Turgay Taşkıran von Abdurrahman Karayazılı abgelöst, als Generalsekretär fungierte Zekeriyya Bakan, als Pressesprecherin Hosada Özkilinc. Karayazılı legte sein Amt Anfang November 2014 nieder. Nach Informationen der APA sei ihm der Rücktritt bei einem Österreich-Besuch des türkischen Vizepremiers Numan Kurtulmuş nahegelegt worden. Ausschlaggebend dafür sollen Karayazılıs umstrittener Umgang mit Journalisten und Medien, ein Eklat bei einem Fernsehauftritt, der zu Hasspostings gegen die ORF-Moderatorin Lisa Gadenstätter führte, als auch die geringe Wahlbeteiligung von Austro-Türken bei der türkischen Präsidentschaftswahl 2014 gewesen sein. Die Geschäfte der UID Österreich werden seit dem Rücktritt Karayazılıs vom langjährigen Vorstandsmitglied und nunmehr Vorstandsvorsitzenden Cem Aslan geführt.

## Aktivitäten

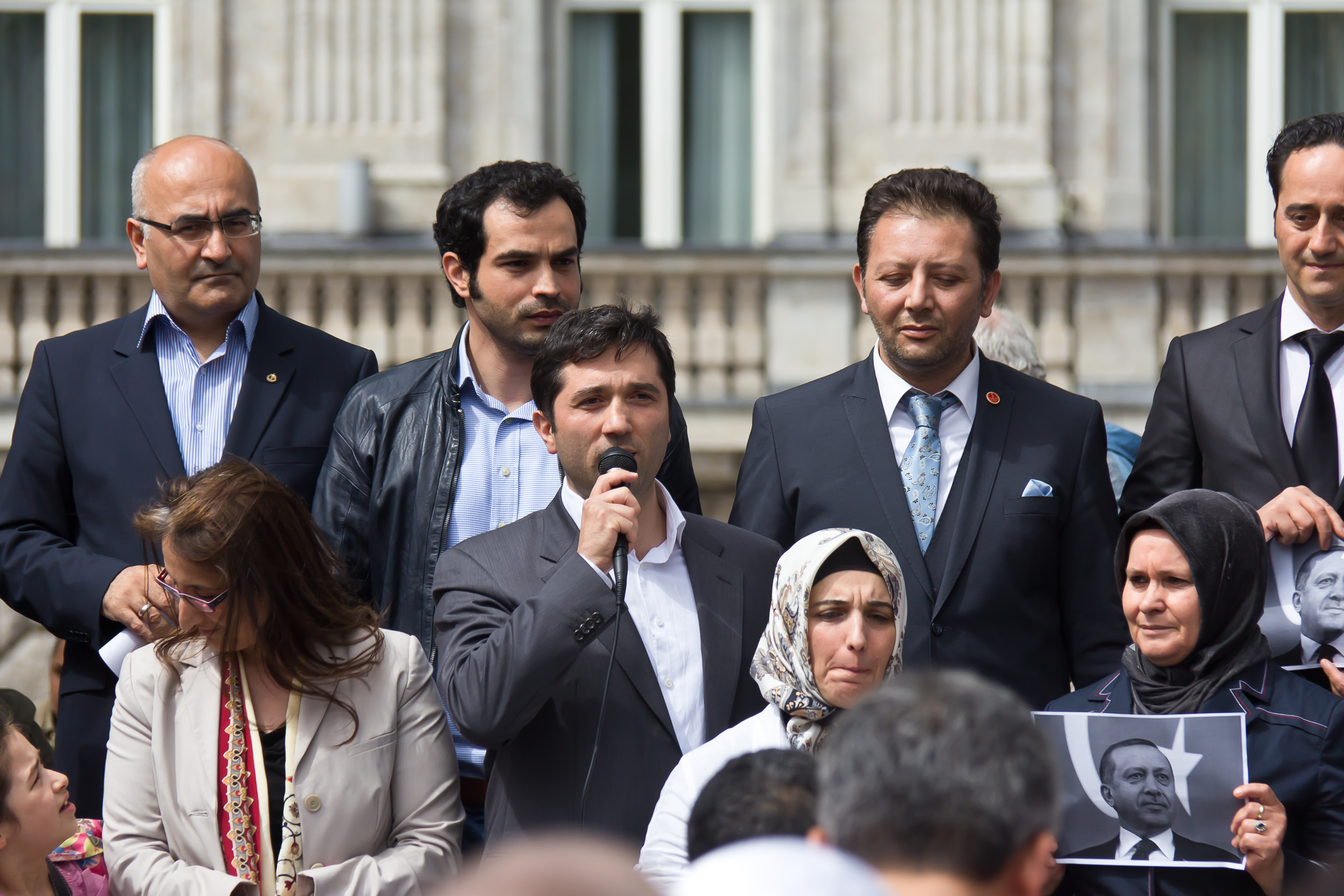
Kundgebung der UETD in Köln 2013, anlässlich der Proteste in der Türkei 2013.

In Deutschland agiert die UID als Interessenvertretung des türkischen Staatspräsidenten Erdoğan und seiner Partei AKP. Sie wirbt bei türkischen Parlamentswahlen für Stimmen und organisiert regelmäßig Auftritte von AKP-Politikern im Ausland. Die Journalistin Canan Topçu schreibt in diesem Zusammenhang von „sprachlich eloquenten und gut ausgebildeten Handlangern von Erdoğan“.
Der Vorstandsvorsitzende der UID Schweiz, Murat Sahin, steht unter dem Verdacht, illegale Spionage für die AKP, anlässlich eines Seminars zum Völkermord an den Armeniern, betrieben zu haben.
Mit Köksal Kuş, übernahm ein Aktivist der rechtsextremen türkischen Bewegung Graue Wölfe im Januar 2021 den Vorsitz des europäischen Hauptsitzes der UID. Eine entsprechende Einflussnahme durch die Grauen Wölfe wurde auch im Rahmen der Landtagswahl in Hessen 2023 durch die Partei Die Linke kritisiert.

### Organisation von AKP-Wahlkampfauftritten
2008 organisierte die UID Erdoğans umstrittenen Auftritt in Köln, wo der türkische Politiker Assimilation mit einem „Verbrechen gegen die Menschlichkeit“ gleichsetzte. Im Jahr 2011 folgte die Organisation eines Wahlkampfauftritt von Erdoğan in Düsseldorf. Im Juli 2013 organisierte sie während der Proteste in der Türkei eine Solidaritätskundgebung für Erdoğan, auf der auch der türkische Kulturminister Ömer Çelik persönlich und Erdoğan per Videobotschaft auftraten. Zu der türkischsprachigen Veranstaltung, auf der u. a. die angeblich einseitige, gegen Erdoğan gerichtete Berichterstattung der deutschen, englischen und amerikanischen Medien angegriffen wurde, kamen zwischen 17.000 und 25.000 Teilnehmer aus dem gesamten Bundesgebiet und den Nachbarländern mit 240 Bussen nach Düsseldorf.
Auch in Österreich organisierte die dortige Zweigstelle 2014 Erdoğans Wahlkampftour und seine Rede in der Albert-Schultz-Halle in Wien.

### Politische Stellungnahmen
Die türkische Regierung kritisierte im Juni 2015 stark den Beschluss des Bundestages, den Völkermord an den Armeniern durch das Osmanische Reich während des Ersten Weltkrieges und die deutsche Beteiligung daran in Form einer Resolution anzuerkennen. Im Vorfeld der Entscheidung schickte die UID Protestbriefe an viele Parlamentarier. Nach der Verabschiedung der Bundestagsresolution am 2. Juni 2016 wurden türkischstämmige Bundestagsmitglieder bedroht. Die türkischen Verbände, wie die Türkische Gemeinde in Deutschland und der Moscheeverein DİTİB, äußerten sich ablehnend zu den Morddrohungen, während die UID dazu schwieg.

### Vorgehen gegen die Hizmet-Bewegung
Die UID unterstützt die Maßnahmen Erdoğans gegen die Anhänger von Fethullah Gülen (Hizmet-Bewegung) vor und nach dem Putschversuch in der Türkei am 15./16. Juli 2016. Der UID-Vorsitzende der Region Essen drohte ihnen nach dem Putschversuch per Twitter: „Ihr Ehrenlosen. Für euch gibt es keinen leichten Tod.“ Nach dem Putschversuch 2016 sorgte die UID in Österreich für Aufregung, als sie ihre Anhänger im Internet aufrief, Putsch-Unterstützer, respektive AKP-Kritiker, den türkischen Behörden zu melden.

### Rolle im Fall Böhmermann
Laut Recherchen der Stuttgarter Nachrichten und des ZDF-Magazins frontal 21 hat der Vorsitzende der UID Rhein-Neckar Yilmaz Ilkay Arin am 1. April 2016 den rockerähnlichen Osmanen Germania Boxclub beauftragt, eine „Bestrafungsaktion“ gegen den TV-Moderator Jan Böhmermann vorzunehmen. Dieser hatte am Vorabend in seiner Sendung Neo Magazin Royale ein „Schmähgedicht“ über den türkischen Staatspräsidenten Recep Tayyip Erdoğan vorgetragen. Arin äußerte in von Strafverfolgungsbehörden abgehörten Gesprächen, sein „Chef“ sei der türkische AKP-Politiker und Erdoğan-Vertraute Metin Külünk. Die Ermittler kamen zu dem Schluss, dass es die Absicht der türkischen Regierung sei, mit Hilfe von Organisationen wie der UID „unter anderem Einfluss auf die Medienlandschaft, die Meinungs- und Pressefreiheit in Deutschland zu nehmen.“